# Trédarzec
Trédarzec (bret. Tredarzeg) – miejscowość i gmina we Francji, w regionie Bretania, w departamencie Côtes-d’Armor.
Według danych na rok 1990 gminę zamieszkiwały 1023 osoby, a gęstość zaludnienia wynosiła 88 osób/km² (wśród 1269 gmin Bretanii Trédarzec plasuje się na 572. miejscu pod względem liczby ludności, natomiast pod względem powierzchni na miejscu 780.).